# Shetāb
Shetāb (persiska: شيتاب, شيرلوب, Shītāb, Shīrlūb, شتاب) är en ort i Iran.   Den ligger i provinsen Kohgiluyeh och Buyer Ahmad, i den centrala delen av landet, 500 km söder om huvudstaden Teheran. Shetāb ligger 1 075 meter över havet och antalet invånare är 430.
Terrängen runt Shetāb är kuperad söderut, men norrut är den bergig. Terrängen runt Shetāb sluttar söderut. Runt Shetāb är det ganska glesbefolkat, med 47 invånare per kvadratkilometer. Närmaste större samhälle är Landeh, 2,2 km söder om Shetāb. Omgivningarna runt Shetāb är i huvudsak ett öppet busklandskap.